# Diplazium hians
Diplazium hians là một loài thực vật có mạch trong họ Woodsiaceae. Loài này được Kunze ex Klotzsch miêu tả khoa học đầu tiên năm 1847.